# Olympische Jugend-Sommerspiele 2014
| Medaillenspiegel (222 Entscheidungen) | Medaillenspiegel (222 Entscheidungen) | Medaillenspiegel (222 Entscheidungen) | Medaillenspiegel (222 Entscheidungen) | Medaillenspiegel (222 Entscheidungen) | Medaillenspiegel (222 Entscheidungen) |
| Platz                                 | Land                                  | Gold                                  | Silber                                | Bronze                                | Gesamt                                |
| ------------------------------------- | ------------------------------------- | ------------------------------------- | ------------------------------------- | ------------------------------------- | ------------------------------------- |
| 01                                    | China                                 | 38                                    | 13                                    | 14                                    | 65                                    |
| 02                                    | Russland                              | 27                                    | 19                                    | 11                                    | 57                                    |
| 03                                    | Gemischte Mannschaft                  | 13                                    | 12                                    | 14                                    | 39                                    |
| 04                                    | Vereinigte Staaten                    | 10                                    | 5                                     | 7                                     | 22                                    |
| 05                                    | Frankreich                            | 8                                     | 3                                     | 9                                     | 20                                    |
| 06                                    | Japan                                 | 7                                     | 9                                     | 5                                     | 21                                    |
| 07                                    | Ukraine                               | 7                                     | 8                                     | 8                                     | 23                                    |
| 08                                    | Italien                               | 7                                     | 8                                     | 6                                     | 21                                    |
| 09                                    | Ungarn                                | 6                                     | 6                                     | 11                                    | 23                                    |
| 10                                    | Brasilien                             | 6                                     | 6                                     | 1                                     | 13                                    |
| …                                     | …                                     | …                                     | …                                     | …                                     | …                                     |
| 26                                    | Deutschland                           | 2                                     | 8                                     | 15                                    | 25                                    |
| …                                     | …                                     | …                                     | …                                     | …                                     | …                                     |
| 37                                    | Schweiz                               | 2                                     | 1                                     | —                                     | 3                                     |
| …                                     | …                                     | …                                     | …                                     | …                                     | …                                     |
| 48                                    | Österreich                            | 1                                     | —                                     | 1                                     | 2                                     |
| Vollständiger Medaillenspiegel        |                                       |                                       |                                       |                                       |                                       |

Die II. Olympischen Jugend-Sommerspiele (chinesisch: 2014年夏季青年奧林匹克運動會) fanden vom 16. bis 28. August 2014 in Nanjing (China) statt. Zentraler Veranstaltungsort war das Nanjing Olympic-Sports-Center-Stadion.

## Bewerbungen
Das IOC beschloss im Juli 2007, Olympische Jugendspiele einzuführen. Um die Ausrichtung der Veranstaltung bewarben sich zunächst drei Städte: Guadalajara (Mexiko), Nanjing (China) und Posen (Polen). Am 22. Januar 2010 zog Guadalajara seine Bewerbung zurück. Der Austragungsort für die Jugendspiele 2014 wurde am 10. Februar 2010 während der 122. IOC-Session in Vancouver gewählt. Diese Wahl der Olympischen Jugendspiele wurde erstmals während einer IOC-Session, die Jugendspiele 2010 und 2012 wurden von den IOC-Mitgliedern per Brief gewählt.
| Ort     | Land                | Runde 1 |
| ------- | ------------------- | ------- |
| Nanjing | Volksrepublik China | 47      |
| Posen   | Polen               | 21      |

## Wettkampfstätten
Alle Wettkampfstätten waren in fünf Zonen aufgeteilt. Mit Ausnahme der Wettkampfstätte für das Segeln, im Triathlon der Straßenwettbewerbe im Radsport handelte es sich bei den übrigen Wettkampfstätten um temporäre Anlagen.
Im Nanjing Olympic-Sports-Center fanden die Eröffnungs- und die Schlussfeier statt.

### Gulou District

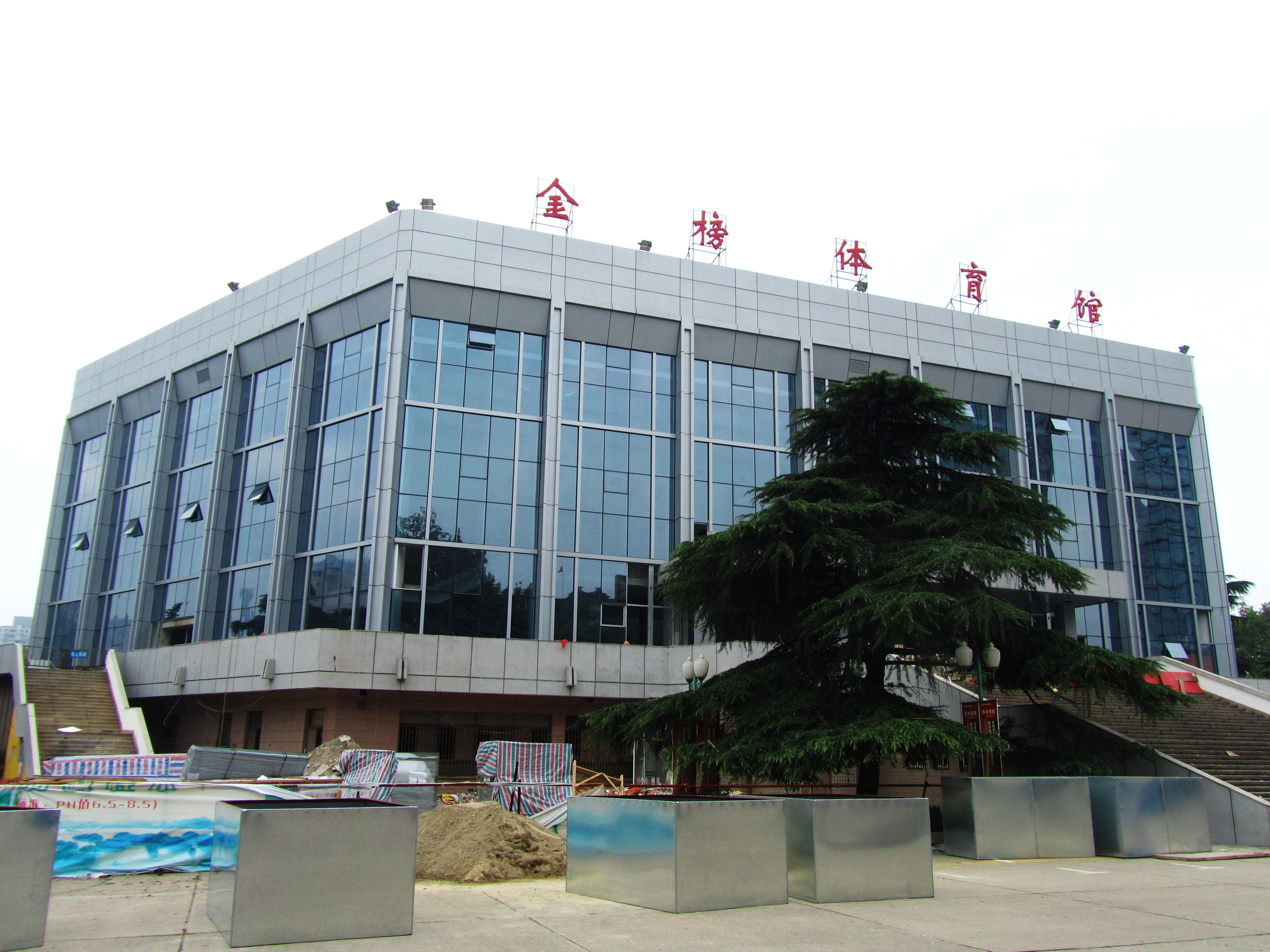
Wutaishan Sports Center (Basketball, Fußball, Tischtennis)

- Longjiang Gymnasium: Judo, Wrestling
- Wutaishan Sports Center: Basketball, Fußball, Tischtennis

### Jiangning District
- Fangshan Sports Training Base: Bogenschießen, Sportschießen
- Jiangning Sports Center: Fußball, Handball[4]
- Jinniu Lake Sailing Venue: Segeln

### Jianye District

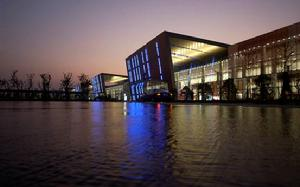
Nanjing International Expo Center (Boxen, Fechten, Gewichtheben, Moderner Fünfkampf, Taekwondo)

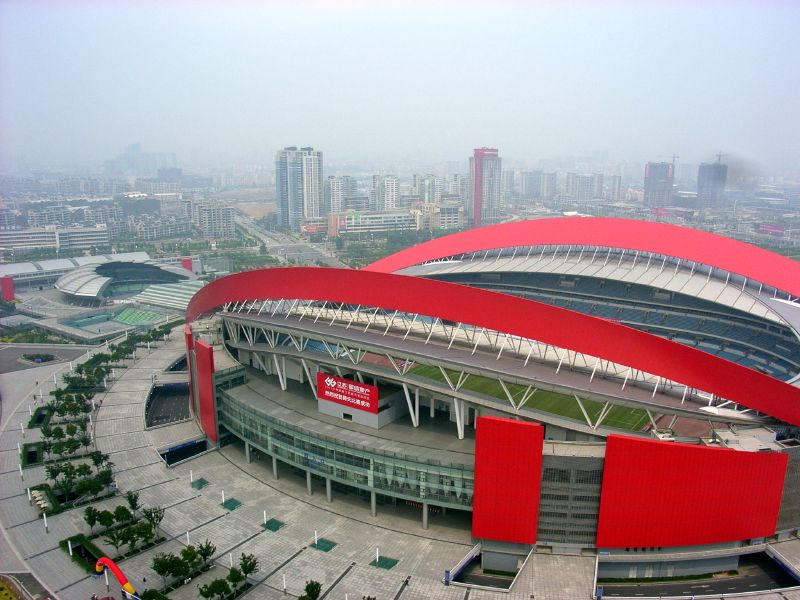
Nanjing Olympic Sports Center (Leichtathletik, Moderner Fünfkampf, Turnen, Wassersport)

- Nanjing International Expo Center: Boxen, Fechten, Gewichtheben, Moderner Fünfkampf, Taekwondo
- Nanjing Olympic Sports Center: Leichtathletik, Moderner Fünfkampf, Turnen, Wassersport (Platz: 60.000 Zuschauer)

### Pukou District
- Laoshan National Forest Park: Radsport
- Youth Olympic Sports Park: Beachvolleyball, Hockey, Radsport, Rugby

### Xuanwu District

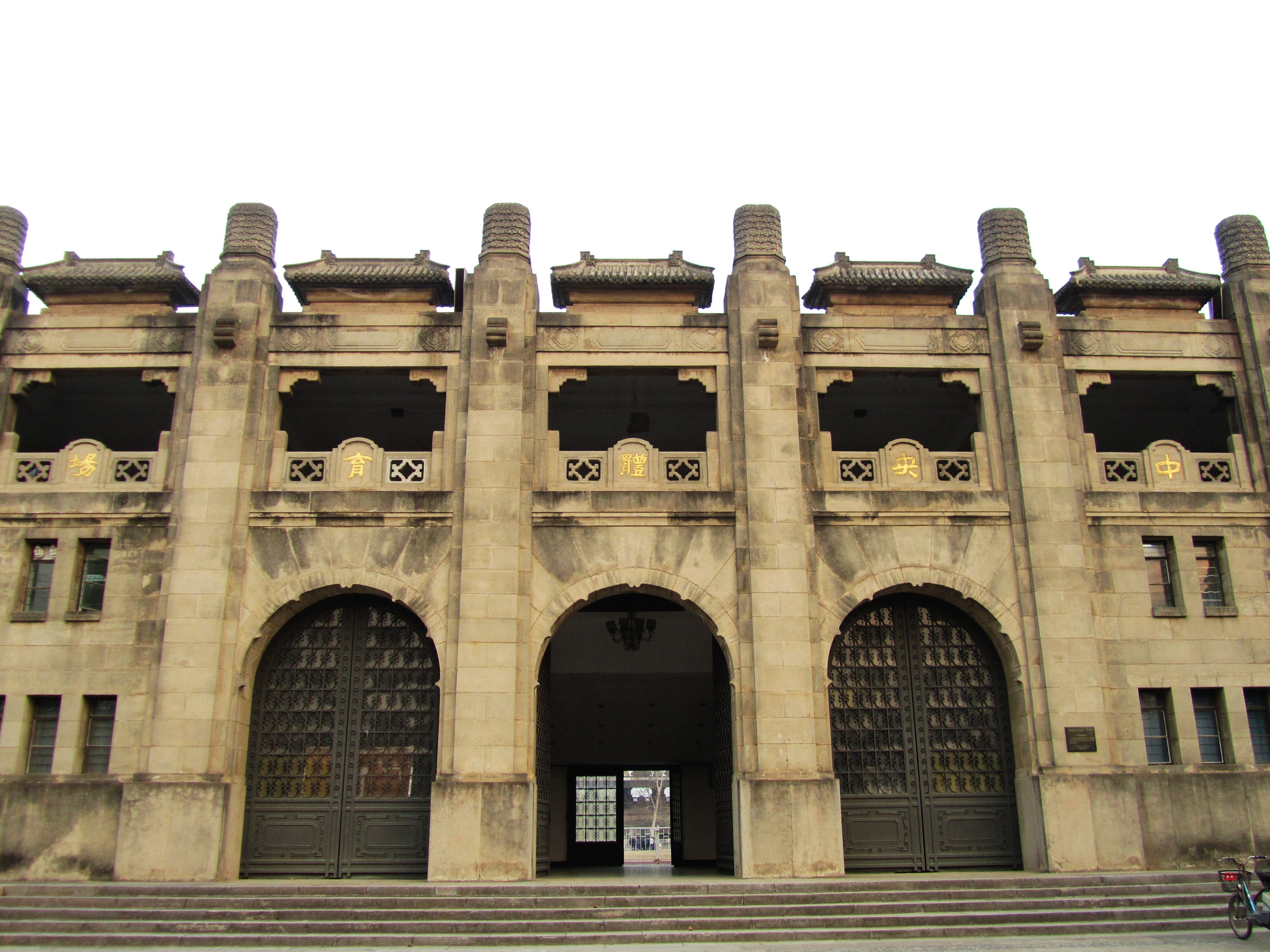
Nanjing Sport Institute (Badminton, Tennis)

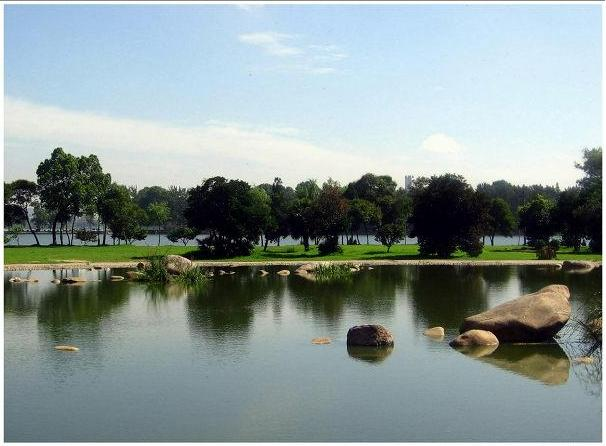
Xuanwu Lake Park: (Kanu, Rudern, Triathlon)

- Nanjing Sport Institute: Badminton, Tennis
- Nanjing International Exhibition Center: Reiten
- Xuanwu Lake Park: Kanu, Rudern, Triathlon
- Zhongshan International Golf Club: Golf

## Fackellauf
Die Fackel trägt den Namen „Gate of Happiness.“ (dt: Tor des Glücks) Die Spitze der Fackel soll einem Stadttor ähneln, die blaue Farbe der Fackel soll die friedliche Ruhe stehen. Der Jangtsekiang-Fluss, der an Nanjing vorbeifließt, wird als Streifen auf dem Griff der Fackel dargestellt. Laut dem Veranstalter hält die Flamme der Fackel Windgeschwindigkeiten von bis zu 11 m/s, Niederschlag von 50 mm/h, eine Höhe von bis zu 4500 m und eine Temperatur zwischen -15˚ C und 45˚ C aus.
Der olympischen Tradition folgend wurde die Flamme während einer Zeremonie am 30. April 2014 im Panathinaiko-Stadion in Athen, Griechenland, wo die ersten Olympischen Spiele der Neuzeit ausgetragen wurde, entzündet. Vier junge Athleten aus Griechenland und China starteten daraufhin einen kurzen Staffellauf.
Der Staffellauf wurde in zwei Teile geteilt. Der erste Teil war eine „Digitale Staffel“, bei der man eine App downloaden konnten, um damit am Staffellauf interaktiv unter dem Motto „Give Me Fire.“ (dt. „Gib mir das Feuer“) teilnehmen zu können. Die digitale Flamme konnte symbolisch an Freunde und Bekannte weitergegeben, in dem die entsprechende Geräte sich berührten. Die Staffel machte somit an 258 verschiedenen Orten bei allen 204 teilnehmenden NOK's innerhalb von 98 Tagen halt.
Nach der digitalen Staffel begann der physikalische Teil in Nanjing. Innerhalb von 10 Tagen trugen 104 Läufe die Fackel einzeln oder in Paaren. In erster Linie wurden Jugendliche ausgewählt, die aus den Bereichen Sport, Kultur, Medien, Volunteers und dem Internationalen Olympischen Komitee. Bekannte Fackelträger waren der zweimalige Olympiasieger im Badminton Lin Dan, dem Olympiasieger im Fechten von 2008 Zhong Man und dem Musiker und Komponist Bian Liunian.

## Maskottchen
Das offizielle Maskottchen der Spiele war ein edelsteinartiger Flussstein namens Nanjinglele, welches mittels eines landesweiten Wettbewerbs im Jahr 2012 ermittelt wurde.

## Sportarten und Termine
Legende zum nachfolgend dargestellten Wettkampfprogramm:

Letzte Spalte: Gesamtanzahl der Entscheidungen in den einzelnen Sportarten
| Eröffnung               |                            |     |     |     |     |     |     |     |     |     |     |     |     |     |     |     |        |
| Badminton               | Badminton                  |     |     |     |     |     |     |     |     | 3   |     |     |     |     |     |     | 3      |
| Basketball              | Basketball                 |     |     |     |     |     |     |     | 2   |     |     |     |     |     |     |     | 2      |
| Basketball              | 3×3-Basketball             |     |     |     |     |     |     |     |     |     |     |     |     | 2   |     |     | 4      |
| Beachvolleyball         | Beachvolleyball            |     |     |     |     |     |     |     |     |     |     |     |     | 1   | 1   |     | 2      |
| Bogenschießen           | Bogenschießen              |     |     |     |     |     |     |     |     |     |     | 1   | 1   | 1   |     |     | 3      |
| Boxen                   | Boxen                      |     |     |     |     |     |     |     |     |     |     |     |     | 3   | 10  |     | 13     |
| Fechten                 | Fechten                    |     |     |     | 2   | 2   | 2   | 1   |     |     |     |     |     |     |     |     | 7      |
| Fußball                 | Fußball                    |     |     |     |     |     |     |     |     |     |     |     |     | 1   | 1   |     | 2      |
| Gewichtheben            | Gewichtheben               |     |     |     | 2   | 2   | 2   |     | 2   | 2   | 1   |     |     |     |     |     | 11     |
| Golf                    | Golf                       |     |     |     |     |     |     |     | 2   |     |     |     |     | 1   |     |     | 3      |
| Handball                | Handball                   |     |     |     |     |     |     |     |     |     |     |     | 2   |     |     |     | 2      |
| Hockey                  | Hockey                     |     |     |     |     |     |     |     |     |     |     |     |     | 1   | 1   |     | 2      |
| Judo                    | Judo                       |     |     |     | 3   | 3   | 2   |     | 1   |     |     |     |     |     |     |     | 9      |
| Kanusport               | Kanurennsport              |     |     |     |     |     |     |     |     |     |     | 4   |     |     |     |     | 4      |
| Kanusport               | Kanurennsport              |     |     |     |     |     |     |     |     |     |     |     |     |     | 4   |     | 4      |
| Leichtathletik          | Leichtathletik             |     |     |     |     |     |     |     |     |     | 13  | 12  | 11  | 1   |     |     | 37     |
| Moderner Fünfkampf      | Moderner Fünfkampf         |     |     |     |     |     |     |     |     |     | 1   | 1   |     | 1   |     |     | 3      |
| Radsport                | Radsport                   |     |     |     |     |     |     |     |     | 2   |     | 1   |     |     |     |     | 3      |
| Reiten                  | Reiten                     |     |     |     |     |     |     | 1   |     |     |     | 1   |     |     |     |     | 2      |
| Ringen                  | Freistil                   |     |     |     |     |     |     |     |     |     |     |     |     | 4   | 5   |     | 9      |
| Ringen                  | Griech.-Röm.               |     |     |     |     |     |     |     |     |     |     |     | 5   |     |     |     | 5      |
| Rudern                  | Rudern                     |     |     |     |     |     |     | 4   |     |     |     |     |     |     |     |     | 4      |
| 7er-Rugby               | 7er-Rugby                  |     |     |     |     |     |     | 2   |     |     |     |     |     |     |     |     | 2      |
| Schießen                | Schießen                   |     |     |     | 1   | 1   | 1   | 1   | 1   | 1   |     |     |     |     |     |     | 6      |
| Schwimmsport            | Schwimmen                  |     |     |     | 3   | 8   | 5   | 7   | 4   | 9   |     |     |     |     |     |     | 36     |
| Schwimmsport            | Wasserspringen             |     |     |     |     |     |     |     |     |     | 1   | 1   | 1   | 1   | 1   |     | 5      |
| Segeln                  | Segeln                     |     |     |     |     |     |     |     |     |     | 4   |     |     |     |     |     | 4      |
| Taekwondo               | Taekwondo                  |     |     |     | 2   | 2   | 2   | 2   | 2   |     |     |     |     |     |     |     | 10     |
| Tennis                  | Tennis                     |     |     |     |     |     |     |     |     |     | 2   | 3   |     |     |     |     | 5      |
| Tischtennis             | Tischtennis                |     |     |     |     |     |     | 2   |     |     |     | 1   |     |     |     |     | 3      |
| Triathlon               | Triathlon                  |     |     |     | 1   | 1   |     |     | 1   |     |     |     |     |     |     |     | 3      |
| Turnsport               | Gerätturnen                |     |     |     |     |     | 1   | 1   |     |     | 5   | 5   |     |     |     |     | 12     |
| Turnsport               | Rhythmische Sportgymnastik |     |     |     |     |     |     |     |     |     |     |     |     |     | 2   |     | 2      |
| Turnsport               | Trampolinturnen            |     |     |     |     |     |     |     | 1   | 1   |     |     |     |     |     |     | 2      |
| Schlussfeier            |                            |     |     |     |     |     |     |     |     |     |     |     |     |     |     |     |        |
| Medaillenentscheidungen | Medaillenentscheidungen    |     |     |     | 14  | 19  | 15  | 21  | 16  | 18  | 28  | 29  | 20  | 17  | 25  |     | 222    |
|                         |                            | Do  | Fr  | Sa  | So  | Mo  | Di  | Mi  | Do  | Fr  | Sa  | So  | Mo  | Di  | Mi  | Do  | Gesamt |
| August                  | August                     | 14. | 15. | 16. | 17. | 18. | 19. | 20. | 21. | 22. | 23. | 24. | 25. | 26. | 27. | 28. |        |

## Teilnehmer
201 von 204 NOK's nahmen an den Spielen teil. Sierra Leone und Nigeria sagten ihre Teilnahme auf Druck chinesischer Behörden ab, die befürchteten, dass die Sportler Ebola nach China einschleppten. Grund war die zu dem Zeitpunkt in Westafrika grassierende Ebolafieber-Epidemie. Am 15. August 2014 zog sich Liberia ebenfalls wegen der Ebola-Epidemie in Westafrika von den Spielen zurück. Ein Sportler aus dem Südsudan nahm als unabhängiger Olympiateilnehmer teil, da sein Land noch kein anerkanntes Olympisches Komitee vorweisen konnte.
| Afrika (531) | Afrika (531) | Afrika (531) |
| --- | --- | --- |
| - Ägypten (83) - Algerien (33) - Angola (15) - Äquatorialguinea (2) - Äthiopien (15) - Benin (5) - Botswana (8) - Burkina Faso (3) - Burundi (8) - Demokratische Republik Kongo (4) - Dschibuti (5) - Elfenbeinküste (4) - Eritrea (3) - Gabun (4) - Gambia (2) - Ghana (10) - Guinea (4)                   | - Guinea-Bissau (2) - Kamerun (3) - Kap Verde (20) - Kenia (24) - Komoren (4) - Lesotho (7) - Libyen (3) - Madagaskar (4) - Malawi (5) - Mali (4) - Marokko (15) - Mauretanien (3) - Mauritius (4) - Mosambik (3) - Namibia (30) - Niger (4) - Republik Kongo (11) | - Ruanda (8) - São Tomé und Príncipe (4) - Sambia (24) - Senegal (6) - Seychellen (3) - Simbabwe (10) - Somalia (2) - Südafrika (54) - Sudan (5) - Swasiland (4) - Tansania (4) - Togo (3) - Tschad (2) - Tunesien (50) - Uganda (6) - Zentralafrikanische Republik (2)              |
| Amerika (823) | | |
| - Amerikanische Jungferninseln (5) - Antigua und Barbuda (5) - Argentinien (60) - Aruba (4) - Bahamas (14) - Barbados (8) - Belize (3) - Bermuda (7) - Bolivien (8) - Brasilien (97) - Britische Jungferninseln (8) - Cayman Islands (6) - Chile (15) - Costa Rica (3)                                      | - Dominica (2) - Dominikanische Republik (10) - Ecuador (19) - El Salvador (8) - Grenada (4) - Guatemala (20) - Guyana (4) - Haiti (3) - Honduras (3) - Jamaika (20) - Kanada (75) - Kolumbien (34) - Kuba (12) - Mexiko (78)                                      | - Nicaragua (4) - Panama (8) - Paraguay (10) - Peru (40) - Puerto Rico (23) - St. Kitts und Nevis (3) - St. Lucia (6) - St. Vincent und die Grenadinen (4) - Suriname (6) - Trinidad und Tobago (11) - Uruguay (22) - Venezuela (59) - Vereinigte Staaten (92)                       |
| Asien (784) | | |
| - Afghanistan (2) - Bahrain (5) - Bangladesch (13) - Bhutan (2) - Brunei (3) - China (123) - Chinesisch Taipeh (47) - Hongkong (18) - Indien (32) - Indonesien (27) - Irak (5) - Iran (16) - Japan (78) - Jemen (3) - Jordanien (6)                                                                         | - Kambodscha (3) - Kasachstan (51) - Katar (21) - Kirgisistan (7) - Kuwait (5) - Laos (2) - Libanon (4) - Malaysia (20) - Malediven (3) - Mongolei (5) - Myanmar (4) - Nepal (2) - Nordkorea (6) - Oman (3) - Osttimor (2)                                         | - Pakistan (12) - Palästina (4) - Papua-Neuguinea (24) - Philippinen (7) - Saudi-Arabien (5) - Singapur (18) - Sri Lanka (9) - Südkorea (75) - Syrien (9) - Tadschikistan (8) - Thailand (37) - Turkmenistan (3) - Usbekistan (28) - Vereinigte Arabische Emirate (4) - Vietnam (13) |
| Europa (1.377) | | |
| - Albanien (5) - Andorra (10) - Armenien (14) - Aserbaidschan (21) - Belarus (35) - Belgien (33) - Bosnien und Herzegowina (6) - Bulgarien (27) - Dänemark (15) - Deutschland (84) - Estland (17) - Finnland (14) - Frankreich (82) - Georgien (12) - Griechenland (22) - Großbritannien (33) - Irland (16) | - Island (20) - Israel (14) - Italien (68) - Kroatien (24) - Lettland (13) - Liechtenstein (1) - Litauen (21) - Luxemburg (4) - Malta (4) - Mazedonien (5) - Moldau (11) - Monaco (1) - Montenegro (5) - Niederlande (41) - Norwegen (31) - Österreich (33)        | - Polen (59) - Portugal (21) - Rumänien (41) - Russland (84) - San Marino (3) - Schweden (33) - Schweiz (19) - Serbien (24) - Slowakei (38) - Slowenien (48) - Spanien (66) - Tschechien (37) - Türkei (41) - Ukraine (58) - Ungarn (57) - Zypern (6)                                |
| Ozeanien (230) | | |
| - Amerikanisch-Samoa (5) - Australien (89) - Cookinseln (4) - Fidschi (26) - Guam (8) - Kiribati (3) | - Marshallinseln (4) - Föderierte Staaten von Mikronesien (4) - Nauru (2) - Neuseeland (50) - Palau (3) | - Salomonen (3) - Samoa (2) - Tonga (3) - Tuvalu (3) - Vanuatu (21) |
| Sonstige Mannschaften (1) | | |
| - Gemischte Mannschaft | - Unabhängige Olympiateilnehmer (1) | |
| (In Klammern: Zahl der teilnehmenden Athleten) | | |

## Doping
Während der Spiele gab es einen Dopingfall beim Taekwondo-Wettbewerb.

## Protestbewegung
Um die Infrastruktur für die Olympischen Jugend-Sommerspiele 2014 zu schaffen, wurden in Nanjing große Baupläne ausgeführt und die Umwelt stark belastet. Anfang März 2011 wurden Bäume von über 70 Jahren gefällt, um den Weg für die Olympischen Jugend-Sommerspiele frei zu machen. Dies löste heftige Aufregungen im Internet und eine Protestbewegung am 19. März aus, die aber bald von der Polizei verboten wurde.